# Pseudeusemia deannulata
Pseudeusemia deannulata là một loài bướm đêm trong họ Geometridae.